# Matej Podstavek
Matej Podstavek (* 21. února 1991, Brezno, Československo) je slovenský fotbalový obránce, od července 2017 hráč klubu Thisted FC. Mimo Slovensko působil na klubové úrovni v České republice, Dánsku a Libanonu.
Je prvním slovenským fotbalistou, který se představil v nejvyšší libanonské lize. Kromě kopané se věnuje psaní vlastního blogu, kde poskytuje rady mladým fotbalistům, co obnáší život profesionálního sportovce.

## Klubová kariéra
Matej Podstavek je odchovancem Dukly Banská Bystrica, kde prošel všemi mládežnickými kategoriemi. V posledním roce dorostu se dozvěděl, že s ním trenér nepočítá do A-týmu a tak odešel hrát čtvrtou slovenskou ligu do mužstva FK CSM Tisovec a poté pátou do ŠK Partizán Čierny Balog. Po sezóně 2011/12 se vrátil do Dukly a zapojil se do přípravy A-mužstva. Na příležitost v nejvyšší slovenské lize si musel ještě počkat, začal nastupovat ve třetí lize za ŠK Kremnička. Absolvoval zkoušku v MŠK Žilina, klub nakonec angažoval tožského fotbalistu Serge Akakpa.

V dresu Dukly Banská Bystrica debutoval ve slovenské první lize pod trenérem Norbertem Hrnčárem 16. září 2012 proti MŠK Žilina (remíza 2:2).
V červenci 2014 byl na testech v českém prvoligovém klubu SK Dynamo České Budějovice, kam následně přestoupil. Podepsal tříletý kontrakt. Odehrál zde sezónu 2014/15, po níž Dynamo sestoupilo do druhé ligy. Podstavek odehrál 13 ligových zápasů, branku nevstřelil.
V červenci 2015 zamířil do Dánska do tamního druholigového týmu FC Fredericia. V lednu 2017 odešel na doporučení bývalého spoluhráče Davida Střihavky za exotickým angažmá do libanonského klubu Al-Ansar SC hrajícího místní první ligu. Působil zde půl roku, s týmem vyhrál libanonský fotbalový pohár. Ve finále vstřelil vítězný gól a byl vyhlášen hráčem zápasu. Právě v Libanonu začal díky zájmu lidí s psaním blogu.

V létě 2017 absolvoval testy v několika klubech z různých zemí (Kilmarnock FC ze Skotska, anglickém Coventry City FC, chorvatském HNK Cibalia), nakonec se vrátil do dánské druhé ligy a podepsal smlouvu s nováčkem soutěže Thisted FC.

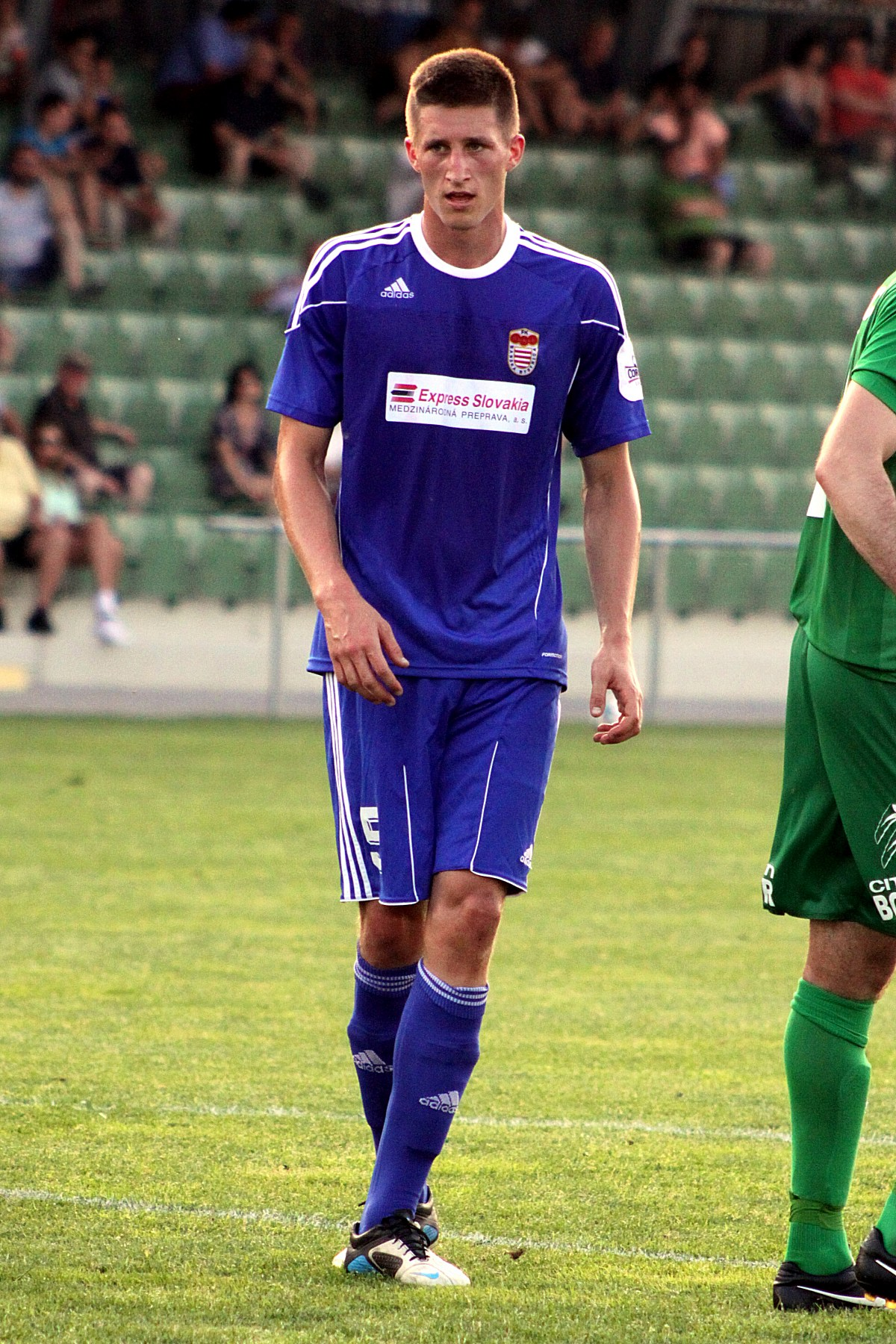
Matej Podstavek v dresu Dukly BB (2013)